# 拉德科維齊亞
49°15′0″N 26°25′43″E / 49.25000°N 26.42861°E
拉德科維察（烏克蘭語：Радковиця）是位於烏克蘭西部的村莊，由赫梅利尼茨基州裡赫梅利尼茨基區的霍羅多克市鎮負責管轄。該村始建於十四世紀，面積2.61平方公里，海拔高度294米，2001年人口473，人口密度每平方公里181.2人。